# Moussakongo
Moussakongo est une localité située dans le département et la commune rurale de Solenzo de la province des Banwa dans la région de la Boucle du Mouhoun au Burkina Faso.

## Géographie
Moussakongo est un village situé à 12 kilomètres de Solenzo.

## Histoire
Durant la période coloniale française, le village de Moussakongo est l'un des cinq villages de la Boucle du Mouhoun — avec Bouna, Kongoba, Solasso, et Doumakélé — à refuser de répondre en novembre 1915 au recrutement de « tirailleurs sénégalais » pour les besoins des troupes combattantes en France lors de la Première Guerre mondiale en prenant les armes contre les autorités locales représentées par le commandant de cercle.

## Démographie
| 2003  | 2006  | 2012 |
| ----- | ----- | ---- |
| 3 310 | 3 673 | -    |